# Rafings
Rafings ist eine Ortschaft und eine Katastralgemeinde der Marktgemeinde Windigsteig im Bezirk Waidhofen an der Thaya im niederösterreichischen Waldviertel mit 67 Einwohnern (Stand 1. Jänner 2024). Bis Ende 1966 war Rafings eine eigenständige Gemeinde.

## Etymologie
Der Ortsname Rafings leitet sich vom althochdeutschen Personennamen Râhawin, dem mittelhochdeutschen Rähmwin, her.

## Geografie
Das rechts unweit der Thaya liegende, nach Nordwesten exponierte Dorf wird von der Landesstraße L8116 durchquert. Am 1. April 2020 umfasste die Ortschaft 32 Adressen.

## Geschichte
Der 1250 erstmals als Rehwins urkundlich genannte Ort erlangte in der Mitte des 15. Jahrhunderts durch die Wallfahrtskirche in Rafingsberg große Bekanntheit.
Im Jahr 1822 wurde der Ort als Dorf mit 72 Häusern genannt, das nach Windigsteig eingepfarrt war, wohin auch die Kinder eingeschult wurden. Die Herrschaft Meyres besaß die Ortsobrigkeit, übte die Landgerichtsbarkeit aus und besorgte die Konskription. Die Untertanen und Grundholde des Ortes gehörten den Herrschaften Meyres und Zwettl.
Laut Adressbuch von Österreich waren im Jahr 1938 in der Ortsgemeinde Rafings einige Landwirte mit Ab-Hof-Verkauf ansässig.
Mit 1. Jänner 1967 wurde im Rahmen der Niederösterreichischen Kommunalstrukturverbesserung Rafings gemeinsam mit Markl und Grünau (Teil der damaligen Gemeinde Nonndorf bei Grünau), nach Windigsteig eingemeindet.